# Endaphis
Endaphis is een muggengeslacht uit de familie van de galmuggen (Cecidomyiidae).

## Soorten
- E. gregaria Gagne, 1981
- E. perfida Kieffer, 1896